# El Desconcierto
El Desconcierto es un medio de comunicación digital chileno fundado en 2012, dedicado al periodismo de investigación relacionado con temas nacionales e internacionales y de actualidad política.
Su línea editorial se enfoca en los siguientes ámbitos: fiscalización del poder, derechos sociales, cambio climático, cultura, mujer, género y tecnologías. El medio ha introducido elementos pseudocientíficos a su línea editorial, tales como la astrología política .

## Historia
El proyecto inició en 2011, por el ingeniero comercial Gonzalo Badal, la licenciada en literatura María José Thomas y el artista visual Carlos Altamirano, con el objetivo de construir un medio independiente y afín a temáticas actuales, como las medioambientales.
La adjudicación de dos proyectos de edición de textos para la editorial Ocho Libros de Badal les permitió crear la empresa El Buen Aire S.A. y lanzar las primeras ediciones como revista impresa de El Desconcierto, bautizado con ese nombre por Altamirano. Pese a lanzarse en formato físico, prontamente se transformó en un medio digital.
Tras una década de su creación, se convirtió en uno de los medios más leídos de Chile.

## Administración
- Director Ejecutivo: Gonzalo Badal (al menos desde 2021)[8]
- Directora Periodística: Giglia Vaccani Venegas (al menos desde 2024)
- Directora: Francisca Quiroga (al menos hasta 2017).[9]